# Argélia nos Jogos Olímpicos de Verão de 2020
A Argélia competiu nos Jogos Olímpicos de Verão de 2020 em Tóquio. Originalmente programados para ocorrerem de 24 de julho a 9 de agosto de 2020, os Jogos foram adiados para 23 de julho a 8 de agosto de 2021, por causa da pandemia COVID-19. Desde sua estreia olímpica em 1964, a nação participou de todas as edições seguintes, com exceção de 1976, quando aderiu ao boicote das nações africanas.

## Competidores
Abaixo está a lista do número de competidores nos Jogos.
| Esporte        | Masculino | Feminino | Total |
| -------------- | --------- | -------- | ----- |
| Atletismo      | 7         | 1        | 8     |
| Boxe           | 5         | 3        | 8     |
| Canoagem       | 0         | 1        | 1     |
| Caratê         | 0         | 1        | 1     |
| Ciclismo       | 2         | 0        | 2     |
| Esgrima        | 2         | 2        | 4     |
| Halterofilismo | 1         | 0        | 1     |
| Judô           | 1         | 1        | 2     |
| Lutas          | 8         | 0        | 8     |
| Natação        | 1         | 2        | 3     |
| Remo           | 2         | 0        | 2     |
| Tênis de mesa  | 1         | 0        | 1     |
| Tiro           | 0         | 1        | 1     |
| Vela           | 1         | 1        | 2     |
| Total          | 31        | 13       | 44    |

## Atletismo
Os seguintes atletas argelinos conquistaram marcas de qualificação, pela marca direta ou pelo ranking mundial, nos seguintes eventos de pista e campo (até o máximo de três atletas em cada evento):
- Nota– As posições para os eventos de pista são em relação à bateria do atleta
- Q = Qualificado para a próxima fase
- q = Qualificado para a próxima fase como o perdedor mais rápido ou, em eventos de campo, pela posição sem atingir o alvo para qualificação
- NR = Recorde nacional
- N/A = Fase não aplicável para o evento
- Bye = Atleta não precisou disputar aquela fase

Eventos de pista e estrada
Masculino
| Atleta              | Evento                | Eliminatória | Eliminatória | Semifinal | Semifinal | Final     | Final   |
| Atleta              | Evento                | Resultado    | Posição      | Resultado | Posição   | Resultado | Posição |
| ------------------- | --------------------- | ------------ | ------------ | --------- | --------- | --------- | ------- |
| Hicham Bouchicha    | 3000 m com obstáculos |              |              | —         | —         |           |         |
| Yassine Hethat      | 800 m                 |              |              |           |           |           |         |
| Abdelmalik Lahoulou | 400 m com barreiras   |              |              |           |           |           |         |
| Taoufik Makhloufi   | 1500 m                |              |              |           |           |           |         |
| Djamel Sejati       | 800 m                 |              |              |           |           |           |         |
| Bilal Tabti         | 3000 m com obstáculos |              |              | —         | —         |           |         |

Feminino
| Atleta          | Evento | Eliminatória | Eliminatória | Semifinal | Semifinal | Final     | Final   |
| Atleta          | Evento | Resultado    | Posição      | Resultado | Posição   | Resultado | Posição |
| --------------- | ------ | ------------ | ------------ | --------- | --------- | --------- | ------- |
| Loubna Benhadja | 100 m  |              |              |           |           |           |         |

Eventos de campo
| Atleta       | Evento                 | Qualificação | Qualificação | Final     | Final   |
| Atleta       | Evento                 | Distância    | Posição      | Distância | Posição |
| ------------ | ---------------------- | ------------ | ------------ | --------- | ------- |
| Yasser Triki | Salto triplo masculino |              |              |           |         |

## Boxe
A Argélia inscreveu oito boxeadores (cinco homens e três mulheres) para o torneio olímpico. Mohamed Flissi (peso mosca masculino), Chouaib Bouloudinat (peso superpesado masculino), e o três vezes atleta olímpico Abdelhafid Benchabla (peso pesado masculino), junto com quatro estreantes (Nemouchi, Houmri, Boualam, e Khelif), garantiram suas vagas após chegarem à final de suas respectivas categorias de peso no Torneio Africano de Qualificação Olímpica de 2020 em Diamniadio, Senegal. Ichrak Chaib completou o elenco da nação no boxe após liderar a lista de boxeadores disponíveis da África na categoria médio feminino pelo Ranking da Força-tarefa do COI. 
Masculino
| Atleta               | Evento | Fase de 32           | Oitavas-de-final     | Quartas-de-final     | Semifinais           | Final                | Final   |
| Atleta               | Evento | Adversário Resultado | Adversário Resultado | Adversário Resultado | Adversário Resultado | Adversário Resultado | Posição |
| -------------------- | ------ | -------------------- | -------------------- | -------------------- | -------------------- | -------------------- | ------- |
| Mohamed Flissi       | -52 kg |                      |                      |                      |                      |                      |         |
| Younes Nemouchi      | -75 kg |                      |                      |                      |                      |                      |         |
| Mohammed Houmri      | -81 kg |                      |                      |                      |                      |                      |         |
| Abdelhafid Benchabla | -91 kg | —                    |                      |                      |                      |                      |         |
| Chouaib Bouloudinat  | +91 kg | —                    |                      |                      |                      |                      |         |

Feminino
| Atleta           | Evento | Fase de 32           | Oitavas-de-final     | Quartas-de-final     | Semifinais           | Final                | Final   |
| Atleta           | Evento | Adversário Resultado | Adversário Resultado | Adversário Resultado | Adversário Resultado | Adversário Resultado | Posição |
| ---------------- | ------ | -------------------- | -------------------- | -------------------- | -------------------- | -------------------- | ------- |
| Roumaysa Boualam | -51 kg |                      |                      |                      |                      |                      |         |
| Imane Khelif     | -60 kg |                      |                      |                      |                      |                      |         |
| Ichrak Chaib     | -75 kg |                      |                      |                      |                      |                      |         |

## Canoagem

### Velocidade
A Argélia qualificou um único barco (K-1 200 m feminino) para os Jogos após receber uma vaga liberada pela África do Sul nos Jogos Pan-Africanos de 2019 em Rabat, Marrocos, marcando a estreia da nação no esporte.
| Atleta        | Evento             | Eliminatórias | Eliminatórias | Quartas-de-final | Quartas-de-final | Semifinais | Semifinais | Final | Final   |
| Atleta        | Evento             | Tempo         | Posição       | Tempo            | Posição          | Tempo      | Posição    | Tempo | Posição |
| ------------- | ------------------ | ------------- | ------------- | ---------------- | ---------------- | ---------- | ---------- | ----- | ------- |
| Amira Kherris | K-1 200 m feminino |               |               |                  |                  |            |            |       |         |
| Amira Kherris | K-1 500 m feminino |               |               |                  |                  |            |            |       |         |

Legenda de Qualificação: FA = Qualificado à Final A (medalha); FB = Qualificado à final B (sem medalha)

## Caratê
A Argélia inscreveu uma carateca para o torneio olímpico inaugural. Lamya Matoub garantiu uma vaga na categoria kumite +61-kg feminino, como a carateca de maior ranking buscando qualificação na zona africana, baseado no Ranking Olímpico da WKD.
Kumite
| Atleta       | Evento          | Fase de grupo        | Fase de grupo        | Fase de grupo        | Fase de grupo        | Fase de grupo | Semifinais           | Final                | Final   |
| Atleta       | Evento          | Adversário Resultado | Adversário Resultado | Adversário Resultado | Adversário Resultado | Posição       | Adversário Resultado | Adversário Resultado | Posição |
| ------------ | --------------- | -------------------- | -------------------- | -------------------- | -------------------- | ------------- | -------------------- | -------------------- | ------- |
| Lamya Matoub | +61 kg feminino |                      |                      |                      |                      |               |                      |                      |         |

## Ciclismo

### Estrada
A Argélia inscreveu dois ciclistas para participar da prova de corrida em estrada masculina, em virtude de sua posição entre as 50 melhores nações no ranking mundial da UCI.
| Atleta          | Evento                             | Tempo | Posição |
| --------------- | ---------------------------------- | ----- | ------- |
| Azzedine Lagab  | Corrida em estrada masculina       |       |         |
| Azzedine Lagab  | Estrada contra o relógio masculino |       |         |
| Youcef Reguigui | Corrida em estrada masculina       |       |         |

## Esgrima
A Argélia inscreveu quatro esgrimistas para a competição olímpica. Salim Heroui (florete masculino), Akram Bounabi (sabre masculino), Meriem Mebarki (florete feminino), e Kaouther Mohamed Belkebir garantiram vagas na equipe argelina após terminarem em primeiro lugar de suas categorias no Qualificatório Zonal Africano no Cairo, Egito.
| Atleta                    | Evento                       | Fase de 64           | Fase de 32           | Oitavas de final     | Quartas de final     | Semifinais           | Final                | Final |
| Atleta                    | Evento                       | Adversário resultado | Adversário resultado | Adversário resultado | Adversário resultado | Adversário resultado | Adversário resultado | Pos.  |
| ------------------------- | ---------------------------- | -------------------- | -------------------- | -------------------- | -------------------- | -------------------- | -------------------- | ----- |
| Salim Heroui              | Florete individual masculino |                      |                      |                      |                      |                      |                      |       |
| Akram Bounabi             | Sabre individual masculino   |                      |                      |                      |                      |                      |                      |       |
| Meriem Mebarki            | Florete individual feminino  |                      |                      |                      |                      |                      |                      |       |
| Kaouther Mohamed Belkebir | Sabre individual feminino    |                      |                      |                      |                      |                      |                      |       |

## Halterofilismo
A Argélia inscreveu um halterofilista para a competição olímpica. O duas vezes atleta olímpico Walid Bidani liderou a lista de halterofilistas da África na categoria +109 kg masculino baseado no Ranking Absoluto Continental da IWF.
Masculino
| Atleta       | Evento  | Arranque  | Arranque | Arremesso | Arremesso | Total | Posição |
| Atleta       | Evento  | Resultado | Posição  | Resultado | Posição   | Total | Posição |
| ------------ | ------- | --------- | -------- | --------- | --------- | ----- | ------- |
| Walid Bidani | +109 kg |           |          |           |           |       |         |

## Judô
A Argélia qualificou dois judocas (um por gênero) para as seguintes categorias de peso nos Jogos Olímpicos. Fethi Nourine (73 kg masculino) aceitou uma vaga continental da África como melhor atleta da nação fora da posição de qualificação direta pelo Ranking Mundial da IJF de 28 de junho de 2021, enquanto a duas vezes atleta olímpica Sonia Asselah (+78 kg feminino) recebeu uma vaga adicional para o elenco da nação como a judoca de melhor ranking buscando qualificação em sua categoria de peso. 
| Fethi Nourine | -73 kg masculino |  |  |  |  |  |  |  |
| Sonia Asselah | +78 kg feminino  |  |  |  |  |  |  |  |

## Lutas
A Argélia qualificou oito lutadores para as seguintes categorias da competição olímpica, todos os quais avançaram à final do Torneio de Qualificação da África e da Oceania de 2021,  em Hammamet, Tunísia, conquistando vagas nas disciplinas livre masculino (57, 86, 97, e 125 kg) e greco-romana masculino (60, 67, 87, e 97 kg).
Chave:
- VT (pontos de classificação: 5–0 ou 0–5) – Vitória por queda
- VB (pontos de classificação: 5–0 ou 0–5) – Vitória por lesão (VF por WO, VA por desistência ou desqualificação)
- PP (pontos de classificação: 3–1 ou 1–3) – Decisão por pontos – o perdedor com pontos técnicos.
- PO (pontos de classificação: 3–0 ou 0–3) – Decisão por pontos – o perdedor sem pontos técnicos.
- ST (pontos de classificação: 4–0 ou 0–4) – Grande superioridade – o perdedor sem pontos técnicos e uma margem de vitória de pelo menos 8 (Greco-Romana) ou 10 pontos (livre).
- SP (pontos de classificação: 4–1 ou 1–4) – Superioridade técnica – o perdedor com pontos técnicos e uma margem de vitória de pelo menos 8 (Greco-Romana) ou 10 pontos (livre).

Luta livre masculino
| Atleta              | Evento  | Oitavas de final     | Quartas de final     | Semifinal            | Repescagem           | Final / BM           | Final / BM |
| Atleta              | Evento  | Adversário Resultado | Adversário Resultado | Adversário Resultado | Adversário Resultado | Adversário Resultado | Posição    |
| ------------------- | ------- | -------------------- | -------------------- | -------------------- | -------------------- | -------------------- | ---------- |
| Abdelhak Kherbache  | −57 kg  |                      |                      |                      |                      |                      |            |
| Fateh Benferdjallah | −86 kg  |                      |                      |                      |                      |                      |            |
| Mohammed Fardj      | −97 kg  |                      |                      |                      |                      |                      |            |
| Djahid Berrahal     | −125 kg |                      |                      |                      |                      |                      |            |

Greco-romana masculino
| Atleta             | Evento   | Oitavas de final     | Quartas de final     | Semifinal            | Repescagem           | Final / BM           | Final / BM |
| Atleta             | Evento   | Adversário Resultado | Adversário Resultado | Adversário Resultado | Adversário Resultado | Adversário Resultado | Posição    |
| ------------------ | -------- | -------------------- | -------------------- | -------------------- | -------------------- | -------------------- | ---------- |
| Abdelkarim Fergat  | −60 kg   |                      |                      |                      |                      |                      |            |
| Abdelmalek Merabet | −67 kg   |                      |                      |                      |                      |                      |            |
| Bachir Sid Azara   | −87 kg\| |                      |                      |                      |                      |                      |            |
| Adem Boudjemline   | −97 kg   |                      |                      |                      |                      |                      |            |

## Natação
Nadadores argelinos conquistaram marcas de qualificação para os seguintes eventos (até o máximo de 2 nadadores em cada evento com o Tempo de Qualificação Olímpica (OQT) e potencialmente 1 com o Tempo de Seleção Olímpica (OST)):
| Atleta           | Evento                | Eliminatória | Eliminatória | Semifinal | Semifinal | Final | Final   |
| Atleta           | Evento                | Tempo        | Posição      | Tempo     | Posição   | Tempo | Posição |
| ---------------- | --------------------- | ------------ | ------------ | --------- | --------- | ----- | ------- |
| Oussama Sahnoune | 50 m livre masculino  |              |              |           |           |       |         |
| Oussama Sahnoune | 100 m livre masculino |              |              |           |           |       |         |
| Souad Cherouati  | 10 km feminino        | —            | —            | —         | —         |       |         |
| Amel Melih       | 50 m livre feminino   |              |              |           |           |       |         |
| Amel Melih       | 100 m livre feminino  |              |              |           |           |       |         |

## Remo
A Argélia qualificou um barco no skiff duplo leve masculino após vencer a medalha de ouro na Regata Africana de Qualificação Olímpica de 2019 em Túnis, Tunísia.
| Atleta                          | Evento                     | Eliminatórias | Eliminatórias | Repescagem | Repescagem | Semifinais | Semifinais | Final | Final   |
| Atleta                          | Evento                     | Tempo         | Posição       | Tempo      | Posição    | Tempo      | Posição    | Tempo | Posição |
| ------------------------------- | -------------------------- | ------------- | ------------- | ---------- | ---------- | ---------- | ---------- | ----- | ------- |
| Sid Ali Boudina Kamel Ait Daoud | Skiff duplo leve masculino |               |               |            |            |            |            |       |         |

Legenda de Qualificação: FA=Final A (medalha); FB=Final B; FC=Final C; FD=Final D; FE=Final E ; FF=Final F; SA/B=Semifinais A/B; SC/D=Semifinais C/D; SE/F=Semifinais E/F; QF=Quartas-de-final; R=Respecagem

## Tênis de mesa
A Argélia inscreveu um atleta para a competição olímpica de tênis de mesa. Larbi Bouriah conseguiu uma vitória na semifinal do Torneio Africano de Qualificação Olímpica de 2020 em Túnis, Tunísia, garantindo uma das vagas no simples masculino. 
| Atleta        | Evento            | Preliminar           | Rodada 1             | Rodada 2             | Rodada 3             | Oitavas              | Quartas              | Semifinal            | Final                | Final |
| Atleta        | Evento            | Adversário resultado | Adversário resultado | Adversário resultado | Adversário resultado | Adversário resultado | Adversário resultado | Adversário resultado | Adversário resultado | Pos.  |
| ------------- | ----------------- | -------------------- | -------------------- | -------------------- | -------------------- | -------------------- | -------------------- | -------------------- | -------------------- | ----- |
| Larbi Bouriah | Simples masculino |                      |                      |                      |                      |                      |                      |                      |                      |       |

## Tiro
A Argélia recebeu um convite da ISSF para enviar uma atiradora na prova de carabina de ar 10 m feminino para as Olimpíadas, após a desqualificação da egípcia Shimaa Hashad do Campeonato Africano de 2019 após ter sido flagrada no exame antidoping. A atleta deveria ter obtido a marca de qualificação mínima (MQS) até 31 de maio de 2020.
| Atleta       | Evento                       | Qualificação | Qualificação | Final  | Final   |
| Atleta       | Evento                       | Pontos       | Posição      | Pontos | Posição |
| ------------ | ---------------------------- | ------------ | ------------ | ------ | ------- |
| Houda Chaabi | Carabina de ar 10 m feminino |              |              |        |         |

## Vela
Velejadores argelinos qualificaram um barco nas seguintes classes através do Campeonato Mundial das Classes e das regatas continentais.
| Atleta         | Evento         | Regata | Regata | Regata | Regata | Regata | Regata | Regata | Regata | Regata | Regata | Regata | Regata | Regata | Pontos | Posição |
| Atleta         | Evento         | 1      | 2      | 3      | 4      | 5      | 6      | 7      | 8      | 9      | 10     | 11     | 12     | M*     | Pontos | Posição |
| -------------- | -------------- | ------ | ------ | ------ | ------ | ------ | ------ | ------ | ------ | ------ | ------ | ------ | ------ | ------ | ------ | ------- |
| Hamza Bouras   | RS:X masculino |        |        |        |        |        |        |        |        |        |        |        |        |        |        |         |
| Amina Berrichi | RS:X feminino  |        |        |        |        |        |        |        |        |        |        |        |        |        |        |         |

M = Regata da medalha; EL = Eliminado – não avançou à regata da medalha